# Stanisław Papier
Stanisław Papier (ur. 23 listopada 1919 w Janinie, zm. 2 marca 2003 w Kielcach) – polski ksiądz katolicki, tłumacz Pisma Świętego.

## Życiorys
Święcenia kapłańskie przyjął 16 maja 1943. W 1946 otrzymał na Uniwersytecie Jagiellońskim stopień magistra. W latach 1946–1948 pracował jako asystent w Studium Biblijnym przy Wydziale Teologicznym UUJ. W 1948 obronił na macierzystej uczelni pracę doktorską Idea Boga-Króla w psalmach napisaną pod kierunkiem ks. Józefa Kaczmarczyka. W latach 1948–1960 pracował w Wyższym Seminarium Duchownym w Kielcach, w latach 1950–1960 był wicerektorem WSD. Następnie poświęcił się pracy duszpasterskiej. od 1960 był proboszczem Parafii św. Katarzyny Dziewicy i Męczennicy w Wolbromiu, a w latach 1972–1994 proboszczem Parafii św. Józefa Oblubieńca Najświętszej Maryi Panny w Bielinach.
Dla Biblii Tysiąclecia przetłumaczył Księgę Mądrości.
W 1990 otrzymał godność infułata.